# Polypedilum shirokanense
Polypedilum shirokanense är en tvåvingeart som först beskrevs av Sasa 1979.  Polypedilum shirokanense ingår i släktet Polypedilum och familjen fjädermyggor. Inga underarter finns listade i Catalogue of Life.